# Okres Hradec Králové

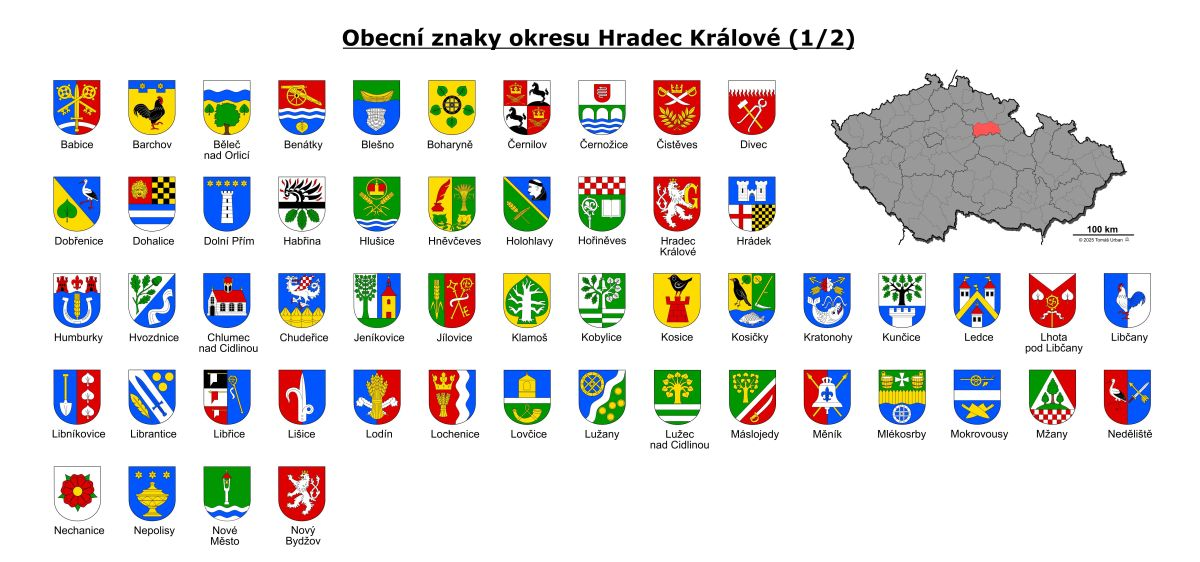
Přehled obecních znaků okresu Hradec Králové

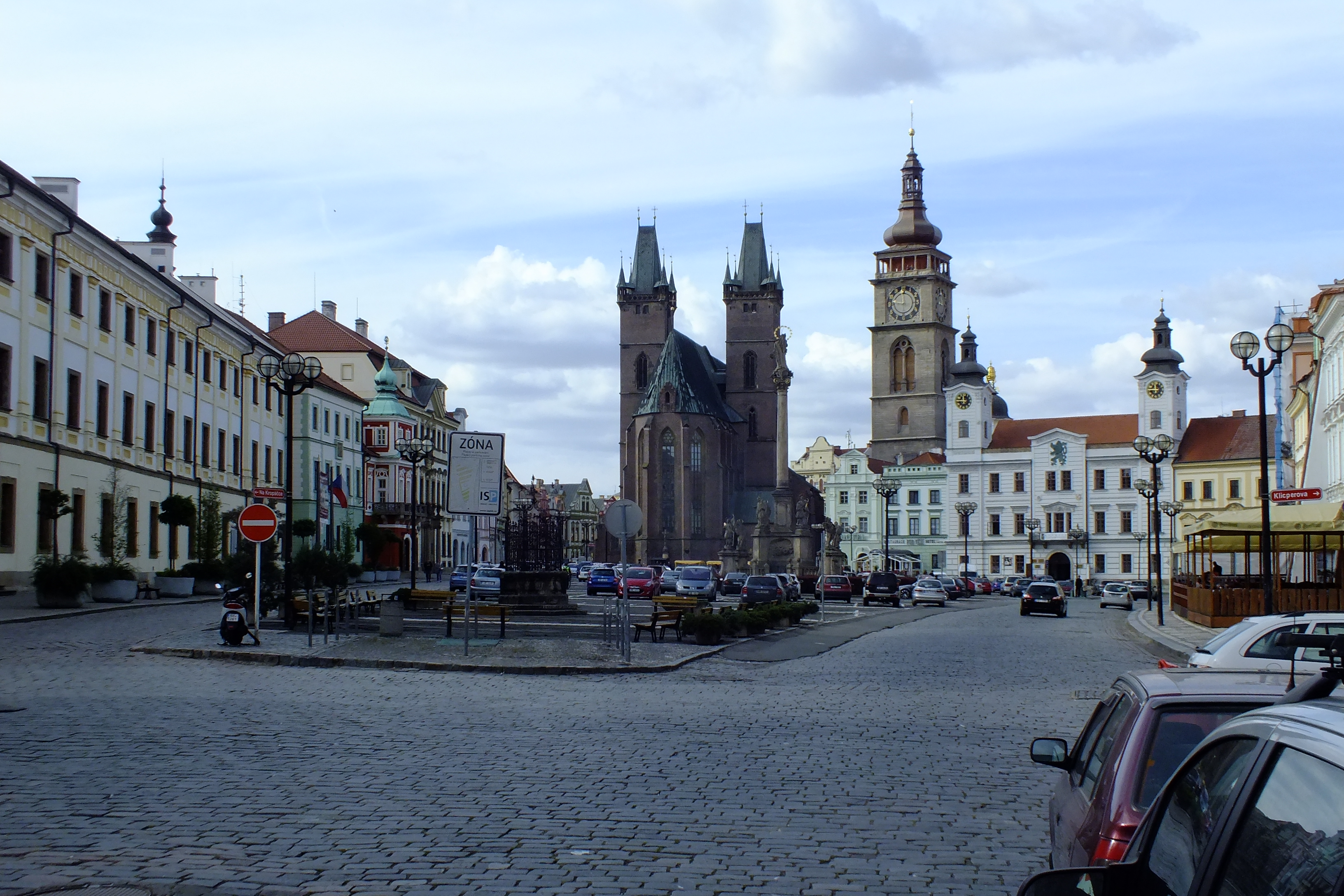
Centrum okresního města

Okres Hradec Králové je okresem v Královéhradeckém kraji. Celé území okresu leží v Čechách. Jeho dřívějším sídlem bylo město Hradec Králové.
Sousedí s královéhradeckými okresy Jičín, Náchod, Rychnov nad Kněžnou a Trutnov, se středočeskými okresy Kolín a Nymburk a s pardubickým okresem Pardubice.

## Struktura povrchu
K 31. prosinci 2003 měl okres celkovou plochu 875,46 km², z toho:
- 70,91 % zemědělských pozemků, které z 83,84 % tvoří orná půda (59,45 % rozlohy okresu)
- 29,09 % ostatní pozemky, z toho 56,04 % lesy (16,30 % rozlohy okresu)

## Demografické údaje
Data k 30. červnu 2005:
| Popis          | Celkem  | Ženy           | Muži           |
| -------------- | ------- | -------------- | -------------- |
| počet obyvatel | 159 384 | 82 402 51,70 % | 76 982 48,30 % |
| průměrný věk   | 40,8    | 42,3           | 39,2           |

- hustota zalidnění: 182 ob./km²
- 74,43 % obyvatel žije ve městech

### Zaměstnanost
(2003)
| Počet obyvatel se stálým zaměstnáním | 50 842    |
| Průměrný plat                        | 15 842 Kč |
| Nezaměstnaných                       | 5 932     |
| Míra nezaměstnanosti                 | 6,94 %    |

### Školství
(2003)
| Druh školy                     | Počet škol |
| ------------------------------ | ---------- |
| Mateřské školy                 | 68         |
| Základní školy                 | 55         |
| Gymnázia                       | 5          |
| Střední školy průmyslové školy | 18         |
| Střední odborná učiliště       | 11         |
| Vyšší odborné školy            | 5          |

### Zdravotnictví
(2003)
| Lékaři                          | 930 |
| Nemocnice                       | 4   |
| Specializovaná léčebná zařízení | 2   |
| Zubní lékaři                    | 98  |
| Lékárny                         | 46  |

### Zdroj
- Český statistický úřad

## Silniční doprava
Okresem prochází dálnice D11 a silnice I. třídy I/11, I/31, I/33, I/35, I/36 a I/37.
Silnice II. třídy jsou II/280, II/298, II/299, II/308, II/323, II/324, II/325, II/326, II/327 a II/333.

## Železniční doprava
Okresem prochází železniční tratě : Hradec Králové – Turnov, Pardubice–Liberec, Hněvčeves–Smiřice, Chlumec nad Cidlinou – Křinec, Velký Osek – Choceň.  

## Seznam obcí a jejich částí
Města jsou uvedena tučně, městyse kurzívou, části obcí malince.

Babice •
Barchov •
Běleč nad Orlicí •
Benátky •
Blešno •
Boharyně (Budín • Homyle • Trnava • Zvíkov) •
Černilov (Bukovina • Újezd) •
Černožice •
Čistěves •
Divec •
Dobřenice •
Dohalice (Horní Dohalice) •
Dolní Přím (Horní Přím • Jehlice • Nový Přím • Probluz) •
Habřina •
Hlušice (Hlušičky) •
Hněvčeves •
Holohlavy •
Hořiněves (Jeřičky • Želkovice • Žíželeves) •
Hradec Králové (Březhrad • Hradec Králové • Kukleny • Malšova Lhota • Malšovice • Moravské Předměstí • Nový Hradec Králové • Piletice • Plácky • Plačice • Plotiště nad Labem • Pouchov • Pražské Předměstí • Roudnička • Rusek • Slatina • Slezské Předměstí • Svinary • Svobodné Dvory • Třebeš • Věkoše) •
Hrádek •
Humburky •
Hvozdnice •
Chlumec nad Cidlinou (I • II • III • IV • Kladruby • Lučice • Pamětník) •
Chudeřice •
Jeníkovice •
Jílovice •
Káranice •
Klamoš (Štít) •
Kobylice •
Kosice •
Kosičky •
Králíky (Chmelovice • Podoliby • Řehoty) •
Kratonohy (Michnovka) •
Kunčice •
Ledce (Klášter nad Dědinou • Újezdec) •
Lejšovka •
Lhota pod Libčany (Hubenice) •
Libčany (Želí) •
Libníkovice (Borovice • Horní Černilov) •
Librantice •
Libřice •
Lišice •
Lodín (Janatov) •
Lochenice •
Lovčice •
Lužany •
Lužec nad Cidlinou •
Máslojedy •
Měník (Barchůvek • Bydžovská Lhotka • Libeň) •
Mlékosrby •
Mokrovousy •
Myštěves •
Mžany (Dub • Stračovská Lhota) •
Neděliště •
Nechanice (Komárov • Lubno • Nechanice • Nerošov • Sobětuš • Staré Nechanice • Suchá • Tůně)  •
Nepolisy (Luková • Zadražany) •
Nové Město •
Nový Bydžov (Chudonice • Nová Skřeněř • Nový Bydžov • Skochovice • Stará Skřeněř • Vysočany • Zábědov • Žantov)  •
Obědovice •
Ohnišťany •
Olešnice (Levín) •
Osice (Polizy • Trávník) •
Osičky •
Petrovice (Kanice) •
Písek •
Prasek •
Praskačka (Krásnice • Sedlice • Vlčkovice • Žižkovec) •
Předměřice nad Labem •
Převýšov •
Pšánky •
Puchlovice •
Račice nad Trotinou •
Radíkovice •
Radostov •
Roudnice •
Sadová •
Sendražice •
Skalice (Číbuz • Skalička) •
Skřivany •
Sloupno •
Smidary (Červeněves • Chotělice • Křičov • Loučná Hora) •
Smiřice (Rodov • Trotina) •
Smržov (Hubíles) •
Sovětice (Horní Černůtky) •
Stará Voda •
Starý Bydžov •
Stěžery (Hřibsko • Charbuzice • Stěžírky) •
Stračov (Klenice) •
Střezetice (Dlouhé Dvory) •
Světí •
Syrovátka •
Šaplava •
Těchlovice •
Třebechovice pod Orebem (Krňovice • Nepasice • Polánky nad Dědinou • Štěnkov) •
Třesovice (Popovice) •
Urbanice •
Vinary (Janovice • Kozojídky • Smidarská Lhota) •
Vrchovnice •
Všestary (Bříza • Chlum • Lípa • Rosnice • Rozběřice • Všestary)  •
Výrava (Dolní Černilov) •
Vysoká nad Labem •
Vysoký Újezd •
Zachrašťany •
Zdechovice

## Seznam správních obvodů obcí s rozšířenou působností
Okres se skládá ze dvou správních obvodů obcí s rozšířenou působností, které jsou shodné se správními obvody obcí s pověřeným úřadem:
- Hradec Králové
- Nový Bydžov

## Chráněná území v okrese Hradec Králové
- PP Bělečský písník
- PP Pamětník
- PR Chropotínský háj
- PP Černá stráň
- PP Rybníky Roudnička a Datlík
- PR Hořiněveská bažantnice
- PP Na bahně
- PP Sítovka
- PR Trotina
- PP U Císařské studánky
- NPR Žehuňská obora a Žehuňský rybník
- PP Na Plachtě
- PP U Sítovky
- Přechodně chráněná plocha mrtvé rameno Orlice u Stříbrného rybníka
- PřP Orlice
- PR Bludy

## Řeky
- Labe
- Orlice
- Cidlina
- Bystřice
- Dědina
- Javorka